# Гарсия Палермо, Карлос
Карлос Орасио Гарсия Палермо (исп. Carlos Horacio García Palermo; род. 2 декабря 1953, Ла-Плата) — итальянский шахматист, гроссмейстер (1985). Юрист.
В составе сборной Аргентины участник командного чемпионата мира 1985 года и олимпиады 1986 года. В составе сборной Италии участник двух олимпиад (1992 и 2006).
Член символического клуба победителей чемпионов мира Михаила Чигорина с 19 февраля 1982 года.
Лучшие результаты в международных турнирах: Мехико (1977) — 2-е; Каракас (1977/1978) — 1—2-е; Сантьяго (1980 и 1981) — 2—3-е и 2-е; Гавана (1981; 1985 — 2 турнира) — 5-е, 1—2-е и 1-е; Баямо (1983) и Биль (1984) — 1-е; Дюссельдорф (1984) — 1—3-е; Остенде (1984) — 2—4-е; Париж (1984) — 2-е; Поляница-Здруй (1985) — 2—3-е; Бенаске (1985) — 1-е; Вена (1986) — 3—9-е; Гавана (1986) — 1—2-е; Португалете (1986) — 2-е; Кала-д'Ор (1986) — 2—5-е; Аделаида (1986/1987) — 2—3-е; Камагуэй (1987, 1-й турнир) — 1—2-е места.

## Изменения рейтинга
| Графики недоступны из-за технических проблем. См. информацию на Фабрикаторе и на mediawiki.org. |